# Psichotoe duvauceli
Psichotoe duvauceli är en fjärilsart som beskrevs av Jean Baptiste Boisduval 1829. Psichotoe duvauceli ingår i släktet Psichotoe och familjen björnspinnare. Inga underarter finns listade.